# Mahashivaratri

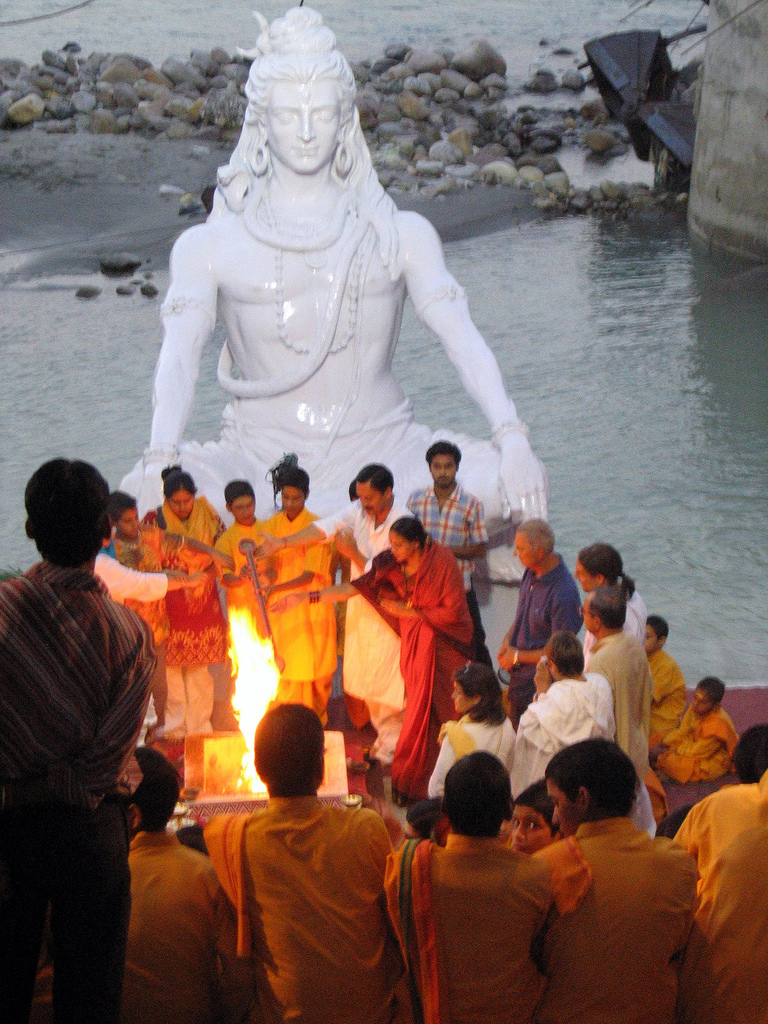
Shiva au bord du Gange.

Maha Shivaratri ("Grande Nuit de Shiva") ou plus simplement Shivaratri est une fête importante dans le monde indien. Elle a lieu une fois par an, vers février-mars dans le calendrier grégorien, durant le mois de Magha ou Phalguna en Inde. C'est une nuit de jeûne, de méditation, propice à l'immersion d'un lingam (symbole de Shiva) et des offrandes de toutes sortes (fleurs, encens...). La tradition dit que cette fête commémore le mariage de Shiva et Parvati ; elle peut également marquer le moment où Shiva exécute la Tandava. Une histoire raconte enfin que cet événement célèbre le jour où Shiva a bu le poison de destruction issu du barattage de la Mer de lait de la cosmologie hindoue, sauvant ainsi le monde et permettant l'obtention de l'amrita, la cire qui donne l'immortalité.

## À l'Île Maurice

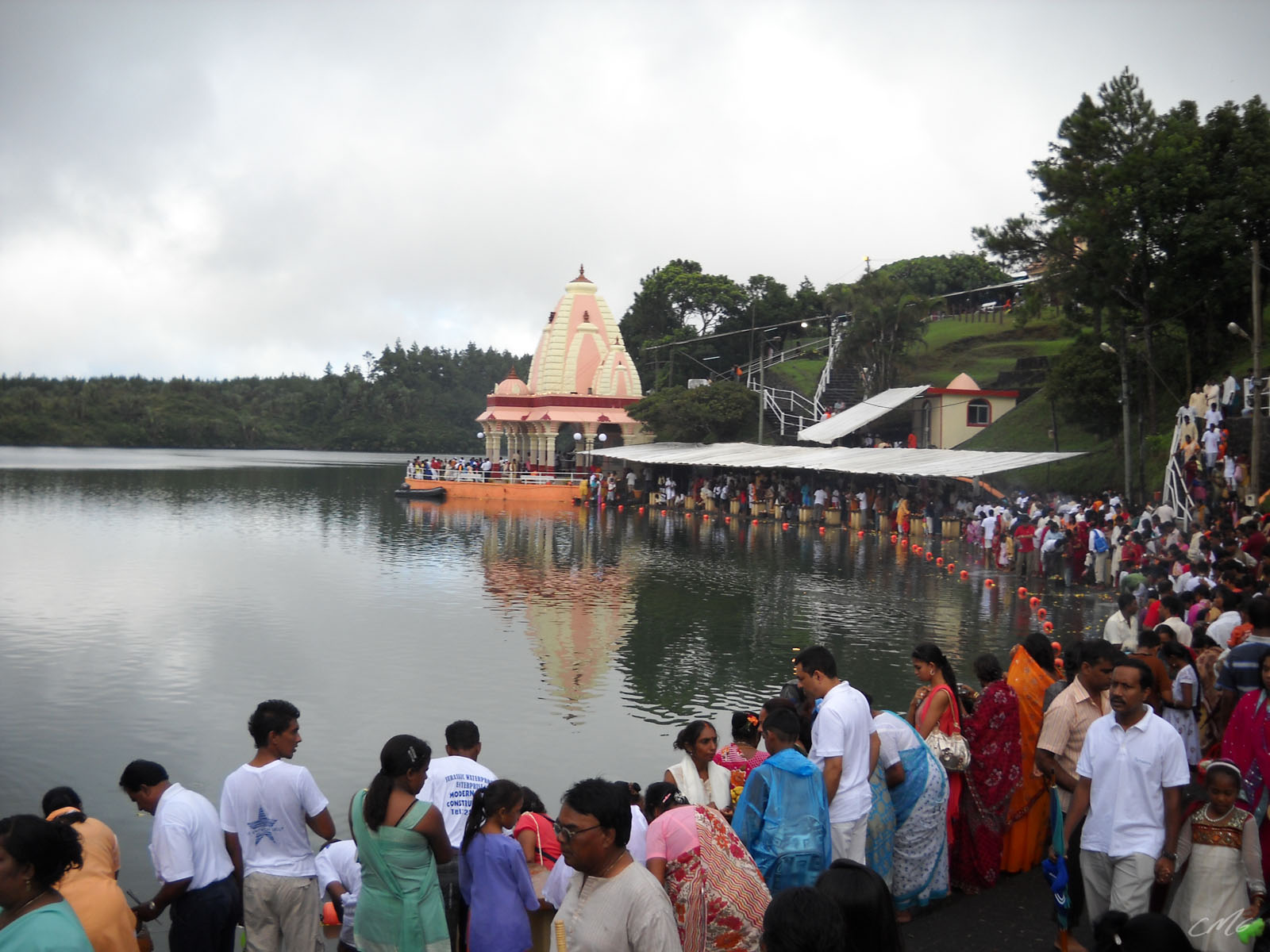
Le Grand Bassin pendant la Maha Shivaratri.

Maha Shivaratri à l'Île Maurice consiste principalement à jeûner et à marcher en procession vers le lac sacré de Grand Bassin. Les pèlerins hindous y viennent pour prier, vénérer et faire des offrandes aux divinités. Une statue de Shiva a été érigée en 2007 à l'entrée du lac : haute de 33 m, c'est la réplique de celle du lac de Sursagar à Vadodara dans le Gujarat.
Comme celles du Gange, en Inde, les eaux du lac sont un symbole de purification. Le pèlerinage a commencé en 1897 après qu'un poudjari de Triolet eut rêvé que les eaux de Grand Bassin reflétaient celles du Gange.